# 石川県道138号飯田港線

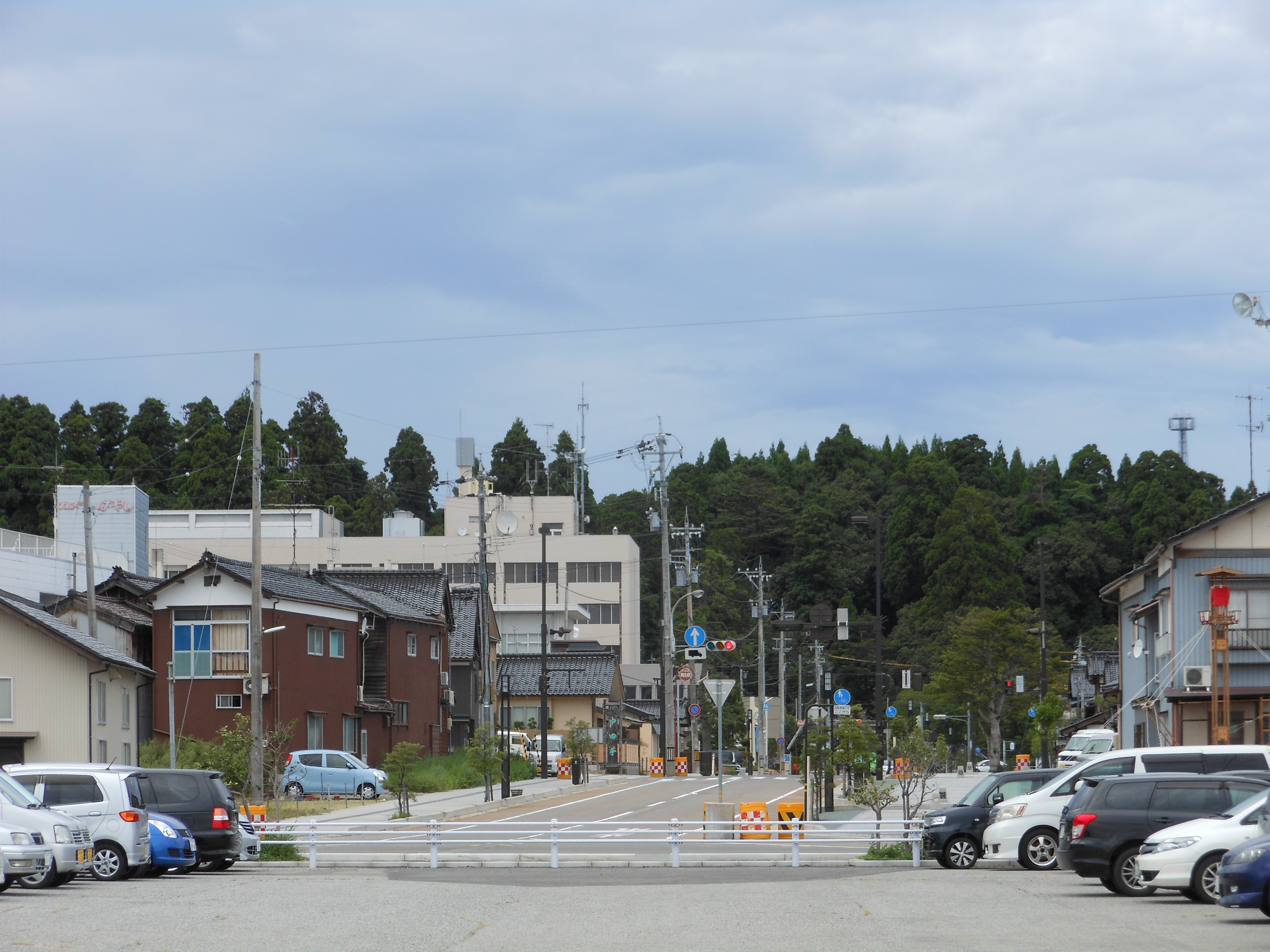
飯田港より望む。奥の白い高層の建物は珠洲市役所。

石川県道138号飯田港線（いしかわけんどう138ごう いいだこうせん）は、石川県珠洲市飯田町地内にある一般県道（石川県道）である。飯田港と珠洲市中心部の飯田町とを結んでいる。

## 概要
起点から、300m程北へ進み終点に至る。全線に渡り両側に歩道が完備されている。
「春日通り」とも呼ばれ、珠洲市役所前交差点より先は春日神社へと続いている。

### 路線データ
- 起点：石川県珠洲市飯田町（＝飯田港）
- 終点：石川県珠洲市飯田町（＝珠洲市役所前交差点・国道249号交点）

## 歴史
- 1960年（昭和35年）10月15日：飯田港（飯田1丁目交差点）から旧国道249号交点（吾妻橋詰交差点）までの区間を認定。
- 2009年 (平成21年) 5月2日：飯田港から珠洲市役所前交差点に至る新道が開通。
- 2013年（平成25年）10月29日 : 珠洲市飯田町15部1番3地先（飯田1丁目交差点） - 珠洲市飯田町11部82番3地先（すずなり西口交差点）の区間（旧道）を道路区域から除外[2]。

## 接続道路
- 国道249号（珠洲市飯田町・珠洲市役所前交差点：終点）